# Franz von Korff gen. Schmising-Kerssenbrock

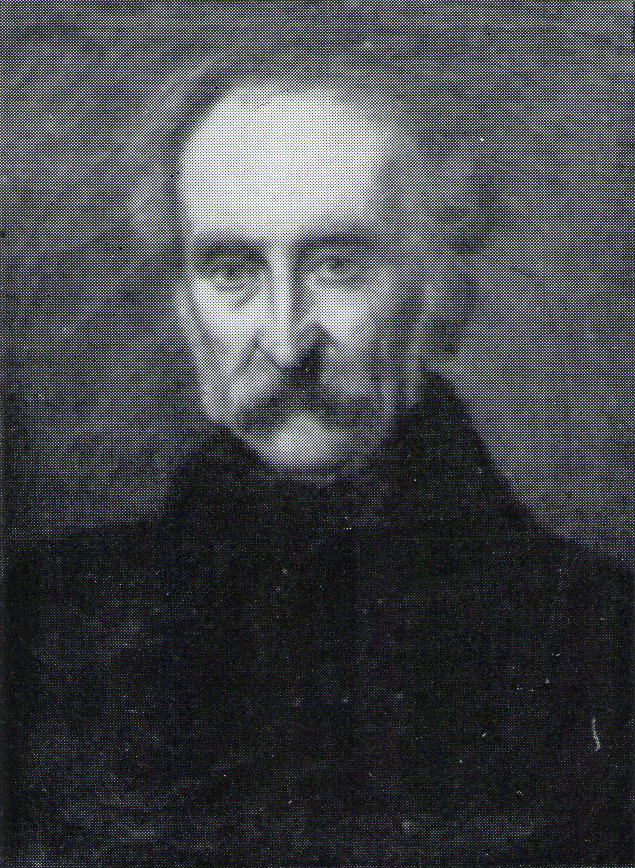
Franz von Korff gen. Schmising-Kerssenbrock

Maximilian Franz Xaver Heinrich Maria Graf von Korff gen. Schmising-Kerssenbrock (* 14. November 1781 in Münster; † 18. Oktober 1850 ebenda) war ein preußischer Landrat des Kreises Halle in den Jahren 1817 und 1818.

## Herkunft
Von Korff gen. Schmising-Kerssenbrock entstammte dem westfälischen Uradel. Sein Vater Clemens August Heinrich von Korff gen. Schmising (* 1749, † 1821) war Oberhofmarschall des Kurfürsten von Köln und des Fürstbischofs von Münster und wurde 1816 in den preußischen Grafenstand erhoben und begründete die gräfliche Linie in Westfalen. Von Korff war durch Fideikommiss Herr auf Schloss Brincke geworden. Seine Mutter war Elisabeth Bernhardine Freiin von Nagel (* 1756, † 1809). Sein Bruder Clemens wurde Landrat im Kreis Warendorf.

## Leben
Am 8. März 1804 wurde er unter dem Vorbehalt der Ablegung einer erfolgreichen Prüfung zum Landrat des Kreises Münster ernannt. Diese Prüfung bestand er vor der Kammer Münster am 14. April 1804, so dass er am 23. Mai 1804 definitiv zum Landrat des Kreises Münster ernannt wurde. Er war Kommandeur des 4. Bataillon des Minden-Ravensbergischen Landwehr-Regiments und 1815 provisorischer Kommandeur des 7. westfälischen Infanterie-Regiments der Landwehr. Im Jahre 1813 war er Mitglied der Regierungskommission der Grafschaft Ravensberg. Am 10. Oktober 1816 ernannte ihn die Bezirksregierung Minden zum Landrat des Kreises Halle unter dem Vorbehalt der königlichen Zustimmung. Die definitive Ernennung zum Landrat des Kreis Halle war am 8. April 1817. Bereits am 18. Juni 1818 wurde er auf eigenes Gesuch aus dem Staatsdienst entlassen. Grund hierfür waren viele Privatgeschäfte.
Von Korff wurde zum Kreisdeputierten des Kreises Halle und am 26. März 1832 zum 2. Kandidaten für das Amt des Landrats gewählt.
Dem Gesuch an den preußischen König, ihm die Geschäfte des Landratsamtes Halle zu übertragen, wurde nicht stattgegeben. Er war auch Leiter der Westfälische Provinzial Versicherung Aktiengesellschaft. Er war 1826 bis 1833 Mitglied des Provinziallandtages der Provinz Westfalen für den Wahlbezirk Minden-Ravensberg und den Stand der Ritterschaft. 1837 bis 1845 vertrat er den Fürsten zu Bentheim-Tecklenburg auf dem Provinziallandtag und war 1847 stellvertretendes Mitglied des ersten Vereinigten Landtags.

## Familie
Franz Graf von Korff gen. Schmising-Kerssenbrock heiratet am 1. Dezember 1804 in Havixbeck in erster Ehe Theresia Freiin von Twickel (* 11. Dezember 1786; † 11. Januar 1811), eine Tochter des Politikers Clemens August von Twickel. Das Paar hatte einen Sohn:
- Klemens August (* 12. Juni 1806; † 13. November 1880), päpstlicher Geheimer Kammerherr

⚭ 24. Juni 1832 Freiin  Karolina von Fürstenberg (* 16. Februar 1801; † 27. Oktober 1866), Eltern von Landrat Klemens von Korff
⚭ 29. Juli 1871 in London Anna Maria Gordon (* 10. März 1820; † 27. Mai 1889)
Nach dem Tod seiner ersten Frau heiratete er am 10. März 1812 in Münster Julia Agnes Gräfin zu Stolberg-Stolberg (* 10. Dezember 1790; † 12. März 1836), damit wurde er Schwager von Joseph Theodor zu Stolberg-Stolberg. Das Paar hatte mehrere Kinder:
- Sophie (* 26. Februar 1813; † 8. Mai 1881), ⚭ 1838 Otto von Trott zu Solz (1810–1876), Gutsbesitzer und Abgeordneter
- Christian (* 19. August 1815; † 26. August 1886), Herr auf Kückling ⚭ 1853 Johanna von Weißenbach (* 17. Februar 1829; † 7. Juni 1906)
- August Heinrich Friedrich Wilhelm Ferdinand Maria (* 3. August 1817; † 29. September 1891), Landrat ⚭ 1851 Anna Maria Katharina Hellweg (* 6. September 1820; † 10. Januar 1892)
- Maximilian Friedrich Leopold (* 2. August 1820; † 19. April 1889), Königlich preußischer Geheimer Regierungsrat und Landrat ⚭ 1851 Gräfin Gabriele von Mirbach (* 17. Februar 1831; † 21. Januar 1892)